# Saint-Germain-d'Aunay

Saint-Germain-d'Aunay este o comună în departamentul Orne, Franța. În 1 ianuarie 2022 avea o populație de 117 de locuitori.